# Dart Aircraft

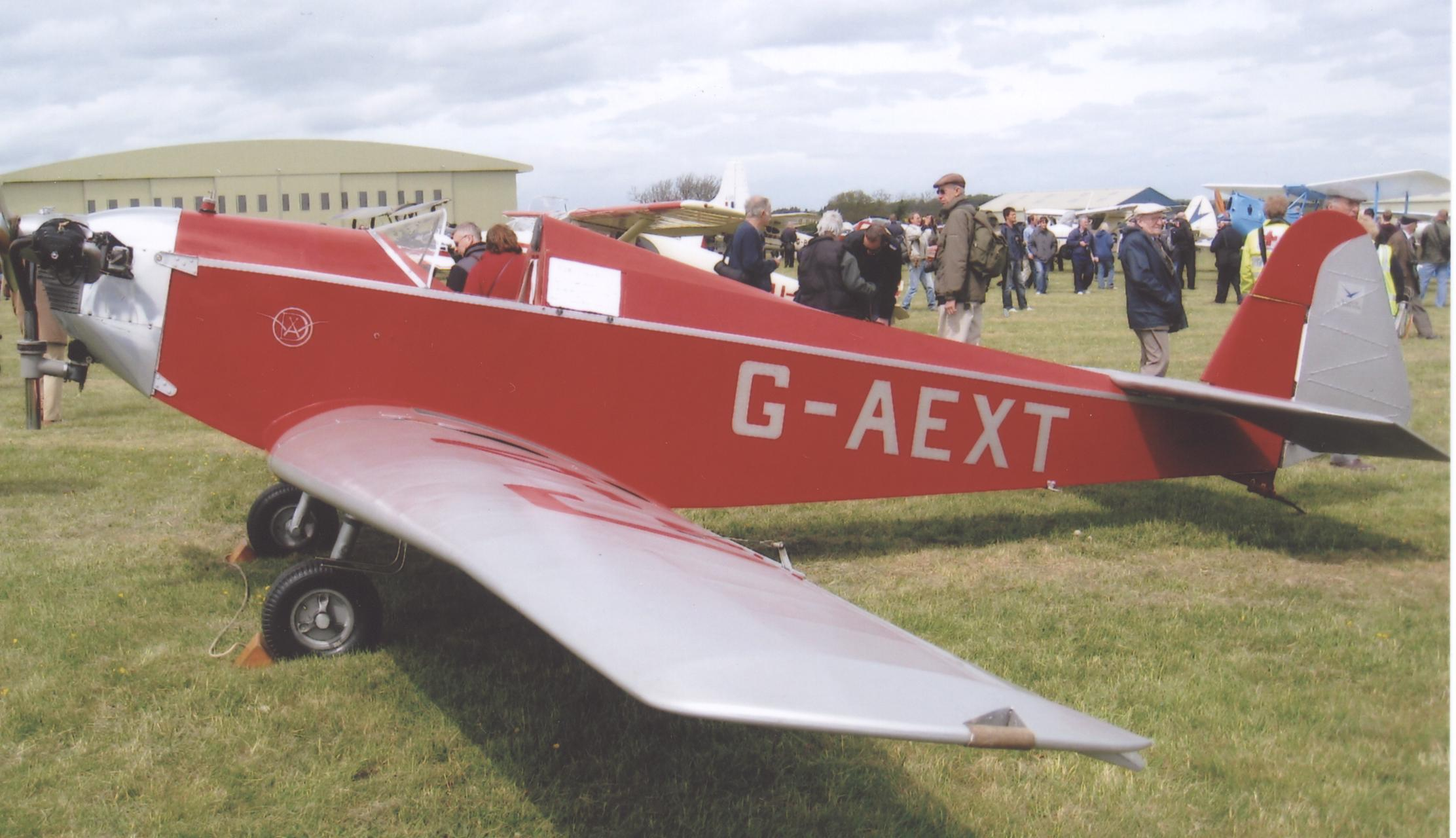
En Dart Kitten, tillverkad av Dart Aircraft 1937.

Dart Aircraft Ltd var en brittisk flygplanstillverkare i Dunstable Bedfordshire.
Företaget grundades på 1930-talet av A.R.Weyl och E.P. Zander som Zander and Weyl Limited i Dunstable för att konstruera och tillverka glidflygplan. Verksamheten utökades med motordrivna flygplan och man tillverkade bland annat en replika av Blériots kanalflygplan. Det första egna motorflygplanet blev Dunstable Dart som lanserades 1936, flygplanet bytte senare namn till Dart Pup då företaget ändrade sitt namn till Dart Aircraft Limited. Företagets andra konstruktion blev det lätta enkelvingade Dart Flittermouse som bara tillverkades i ett prototypexemplar. Företagets sista egna konstruktion blev det ensitsiga Dart Kitten, flygplanet som flög första gången 1937, flygplanet utvecklades i flera varianter där den sista Kitten III flög första gången 1951. Under 1960-talet tillverkades en Kitten som hemmabygge i Australien.

## Flygplan tillverkade vid Dart Aircraft
- 1936 - Dunstable Dart / Dart Pup
- 1936 - Dart Flittermouse
- 1937 - Dart Kitten